# Photinia rufa
Photinia rufa är en rosväxtart som beskrevs av C. E. C. Fischer. Photinia rufa ingår i släktet Photinia och familjen rosväxter. Inga underarter finns listade i Catalogue of Life.